# Elias Blix
Elias Blix, oprindelig Pedersen (født 24. februar 1836 i Gildeskål (Nordland), død 17. januar 1902 i Kristiania) var en norsk videnskabsmand, teolog, salmedigter og politiker. Han var far til Ragnvald Blix.
Blix blev udeksamineret fra Lærerseminariet i Tromsø 1855, cand. theol. 1866, rejste med offentligt stipendium til Tyskland 1871-72 for at studere semitiske sprog og
gammeltestamentlig teologi, i hvilke fag han 1873 blev universitetsstipendiat. I 1876 tog han doktorgraden på en afhandling om De vigtigste Udtryk for Herre og Fyrste i de semitiske Sprog og var 1879-84 ekstraordinær professor i hebraisk. Af denne stilling blev han midlertidig revet ud, idet han efter parlamentarismens sejr og Venstres store gennembrud 26. juni 1884 gik ind som kirkestatsråd i det Johan Sverdrupske ministerium, hvor han forblev indtil 24. februar 1888, hvorefter han fra nytår 1889 trådte tilbage til sit professorat. Hverken i videnskab eller politik satte Blix større spor. Sit landskendte navn vandt han ved sit betydningsfulde arbejde for folkesprogets anvendelse i kirken, som salmedigter og bibeloversætter på norsk landsmål. Gennem det 1868 stiftede Norske samlaget udgav han 1869-75 i tre små hæfter Nokre salmar, gamle og nye (2. øgede udgave 1883 og senere oftere), der viste, at dette sprog i den længe anonyme forfatter havde fået en religiøs digter af betydelig rang. Allerede 1892 blev Blix' salmesamling autoriseret til brug ved siden af eller til afløsning af ældre salmebøger i menigheder, hvor sådan forandring ved almindelig afstemning måtte blive vedtaget. En lignende fint udviklet sprogkunst og digterisk kraft lagde han for dagen i udarbejdelsen af Det nye Testamente, umsett fraa den greske grunntekst paa norsk folkemaal, der ganske overvejende skyldtes ham, og som samlet udkom med statsunderstøttelse 1890.